# کره‌های دندلین
در هندسه، از کره‌های دندلین (انگلیسی: Dandelin spheres) برای اثبات بیضی بودن تقاطع یک صفحه و یک مخروط در صورت ناموازی بودن صفحه با قاعده، ارتفاع و یال آن استفاده می‌شود.

## تاریخچه
در ۱۸۲۲ ریاضی‌دان بلژیکی جرمینال پیر دندلین با ابداع کره‌های دندلین اثبات کرد که بیضی ساخته‌شده با استفاده از تعریف کانونی و بیضی ساخته‌شده با برخورد صفحه و مخروط یکی‌اند.
در ۱۸۲۹ نیز پیرس مورتون با استفاده از کره‌های دندلین ثابت کرد که بیضی ساخته‌شده با تعریف کانون و خط هادی هم با بیضی ساخته شده در تقاطع صفحه و مخروط یکی است.

## اثبات

کره‌های دندلین مماس بر صفحهٔ زردرنگی‌اند که مخروط را قطع کرده‌است.

کره‌های دندلین و بیضی. پاره‌خط‌های آبی خط هادی اند.

با استفاده از کره‌های دندلین می‌توان اثبات کرد که بیضی تعریف‌شده با دو کانون با بیضی ساخته‌شده از برخورد مخروط و صفحه یکی است.
گیریم صفحهٔ {\displaystyle e} مخروطی را قطع می‌کند و در محل انقطاع یک منحنی تشکیل شده‌است. دو کرهٔ دندلین {\displaystyle G_{1}} روی صفحه و {\displaystyle G_{2}} زیر صفحه تعریف شده‌اند. تقاطع هر کره با مخروط یک دایره است ({\displaystyle k_{1}} و {\displaystyle k_{2}})، و هر کره بر صفحهٔ {\displaystyle e} را در یک نقطه ({\displaystyle F_{1}} و {\displaystyle F_{2}}) مماس است. گیریم P نقطه‌ای روی منحنی باشد. قصد است که ثابت شود با حرکت {\displaystyle P} بر روی منحنی، فاصلهٔ {\displaystyle d(F_{1},P)+d(F_{2},P)} ثابت می‌ماند:
- گیریم خطی که از {\displaystyle P} و رأس {\displaystyle S} می‌گذرد دو دایره را در نقاط {\displaystyle P_{1}} و {\displaystyle P_{2}} قطع کند.
- با حرکت {\displaystyle P} بر روی منحنی، {\displaystyle P_{1}} و {\displaystyle P_{2}} بر روی دو دایره حرکت می‌کنند.
- {\displaystyle PF_{1}} و {\displaystyle PP_{1}} هر دو از نقطهٔ {\displaystyle P} آغاز شده‌اند و بر دایرهٔ {\displaystyle G_{1}} مماسند، پس {\displaystyle PF_{1}=PP_{1}} (چرا که دو مثلث قائم‌الزاویهٔ {\displaystyle MPF_{1}} و {\displaystyle MPP_{1}} همنهشتند).
- به همین ترتیب {\displaystyle PF_{2}=PP_{2}}.
- از آنجا که {\displaystyle k_{1}} و {\displaystyle k_{2}} موازی‌اند، فاصلهٔ {\displaystyle P_{1}} و {\displaystyle P_{2}} همواره عدد ثابتی است؛ بنابراین با حرکت {\displaystyle P} روی منحنی فاصلهٔ {\displaystyle d(F1,P)+d(F2,P)} ثابت می‌ماند. پس ثابت می‌شود که منحنی مورد بحث همان بیضی است.[۳]

با استفاده از کره‌های دندلین می‌توان اثبات کرد که بیضی حاصل از تعریف با کانون و خط هادی همان بیضی حاصل شده از تقاطع یک صفحه و یک مخروط است.